# Taraxacum
Genre
Classification phylogénétique
Taraxacum est un genre de plantes dicotylédones anémochores appartenant à la famille des Asteraceae (Composées).
C'est le genre des pissenlits.

## Phytonymie

### Étymologie
Plusieurs hypothèses se proposent d'expliquer l'origine du nom scientifique de la plante. Taraxacum provient peut-être du grec ancien τάραξις / táraxis, qui désignait une inflammation de l'œil et akeomai, « guérir », le latex du pissenlit passant en effet pour calmer les irritations oculaires. En raison de sa consommation dans des salades, certains auteurs considèrent que ce nom est une corruption arabe du mot grec trogemon signifiant comestible. À moins qu'il ne provienne plus directement de  l'arabe tharakhchakon, qui désignait une plante semblable au pissenlit commun. Le nom générique Taraxacum trouve en effet son origine dans les écrits médiévaux perses en pharmacie. Vers 900, le savant perse Al-Razi écrit « le tarashaquq est comme la chicorée ». Vers l’an 1000, le savant persan Avicenne écrit tout un chapitre de livre sur le Taraxacum. L'écrivain Gérard de Crémone vers 1170 fait une traduction de l'arabe au latin : le terme tarashaquq est alors orthographié en « tarasacon ».
Le genre Leontodon (du grec leontodon, en latin dens Leonis, littéralement « dent de lion », allusion aux dents aiguës de ses feuilles) tel que défini initialement par Linné comprenait le basionyme Leontodon taraxacum. Mais c'est le lectotype Taraxacum officinale (Wigg) qui a servi à désigner le genre.

### Noms vernaculaires
Les espèces de Taraxacum peuvent prendre d'autres noms vernaculaires : dent de Lion (ou Dent-de-Lion, à cause de la forme des feuilles dont les découpures sont longues ou aiguës comme des dents, d'où le nom vernaculaire anglais de Dandelion et allemand de Löwenzahn), pissenlit (en raison des vertus diurétiques de cette plante), florin d'Or, laitue de Chien, coq, cochet, groin de porc (cette plante étant recherchée des herbivores et même du cochon), salade de Taupe, fausse Chicorée (succédané), couronne de moine (allusion au réceptacle floral nu après la dispersion des akènes), baraban (notamment en parler lyonnais et parler stéphanois), cramia ou Cramiat (dans le Jura suisse) ou cramaillot (en Franche-Comté).

## Caractéristiques du genre
Le pissenlit est une plante de cinq à trente cm environ de hauteur. Néanmoins, des Taraxacum sp de 75 cm ont pu être observés à Tokyo.
C'est une plante herbacée, vivace avec une souche épaisse charnue se terminant insensiblement en racine pivotante qui peut atteindre trente cm de long et vingt mm de diamètre. La surface externe racinaire est gris brunâtre, avec une section transversale, blanchâtre, qui laisse s'écouler un latex abondant.

### Feuilles
Les feuilles toutes radicales sont disposées en rosette. Caractérisées par un fort polymorphisme foliaire, elles sont oblongues ou oblongues-ovales, plus ou moins dressées, glabres ou glabrescentes, atténuées à la base et dépourvues de pétiole. Leur limbe étroit, à la pubescence inégale, est plus ou moins profondément pennatifide ou pennatipartite, divisé en segments triangulaires ou lancéolés inégaux et dentelés, avec un lobe terminal, plus grand, qui possède une pointe obtuse. Elles sont dotées d'une nervure centrale proéminente et souvent de couleur rouge. Les feuilles sont roncinées, avec des dents souvent recourbées vers le bas, en crochets et sont parfois tachées de rouge.

### Capitule

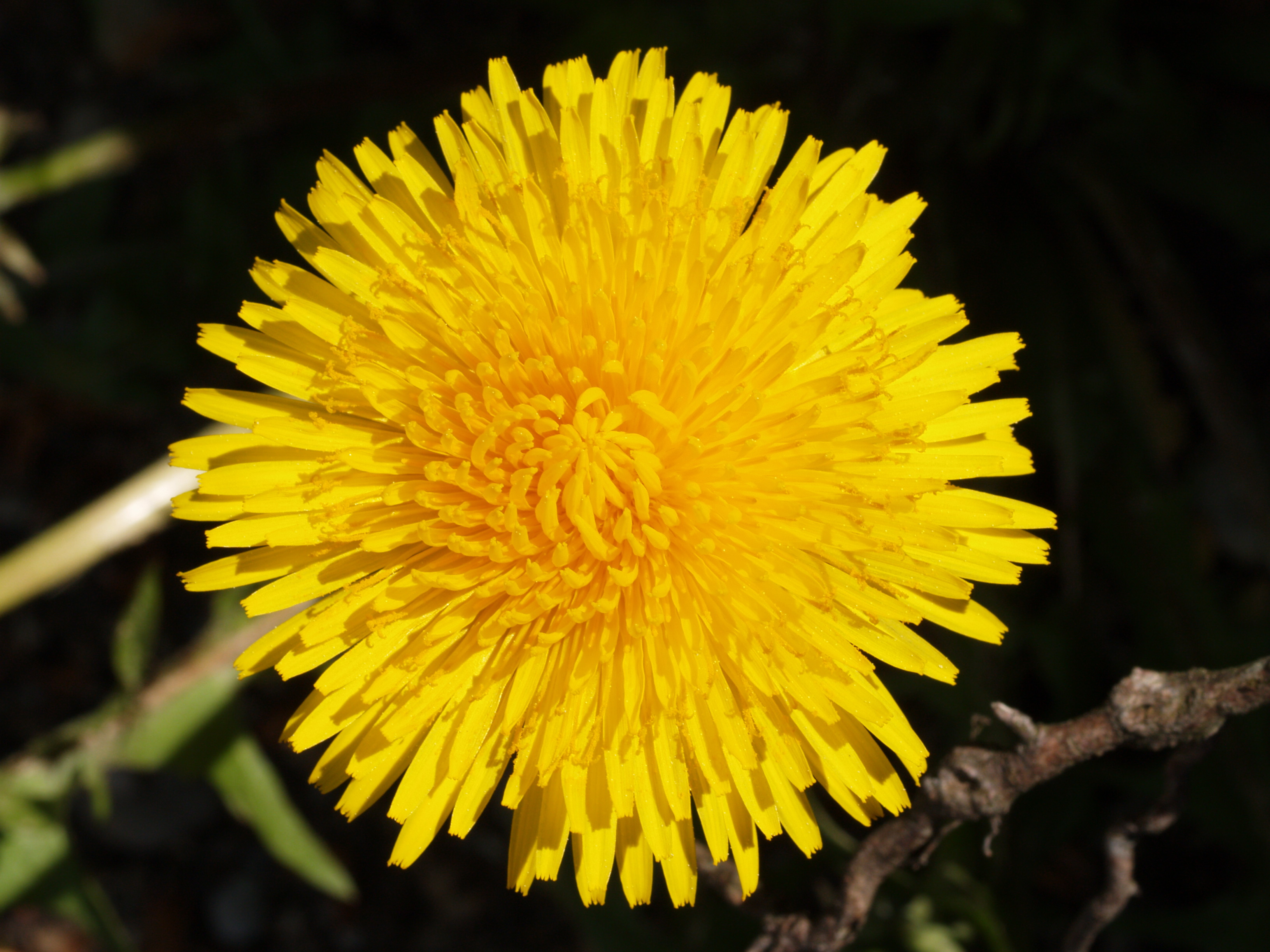
Capitule de pissenlit.

Du centre de cette rosette de feuilles part un pédoncule floral jaunâtre, dressé ou couché ascendant, de longueur très variable (et non une tige, absente dans ce genre). La fleur est en fait un capitule, inflorescence dans laquelle les fleurs individuelles jaune éclatant, de [Combien ?] à 5 cm de diamètre, sont insérées les unes à côté des autres sur un réceptacle floral porté par ce pédoncule creux, de 6 à 30 cm de hauteur. L'involucre a deux rangées de nombreuses bractées linéaires inégales : les bractées basales (ou inférieurs) plus ou moins séchées et réfléchies à l'anthèse, forment un calicule, les bractées supérieures bien droites emboîtent bien la fleur.
On les classe dans la tribu des Liguliflores en raison de leur capitule composé uniquement de fleurs zygomorphes, ligulées (dont les extrémités forment des languettes qui simulent le pétale d'une fleur simple).

### Fruit
Les fruits sont des akènes grisâtres, petits (environ 1 500 au gramme), oblongs, cylindracés, munis de côtes muriquées et épineuses. Ils sont surmontés d'un pappus à soies simples disposées sur deux rangs, organe d'anémochorie qui permet une dispersion transocéanique des graines par le vent, ce qui favorise la spéciation allopatrique.

### Latex
Dans la famille des Astéracées, les pissenlits appartiennent à la sous-famille des Lactucoideae, à cause du latex qu'ils contiennent.
Ce latex renferme un principe amer, la lactucopicrine, lactone sesquiterpénique (en) soupçonnée d'être à l'origine d'une allergie de contact.

## Liste d'espèces
Le classement de toutes les espèces de Taraxacum est très complexe : plus de 1 200 espèces et sous-espèces pour la seule Europe. Des regroupements en sections ont été envisagés de différentes manières. Le nombre de section est de huit ou de dix-sept, selon les divisions faites par les auteurs. La capacité à l'apomixie et le pouvoir d'accomodat de certaines espèces comme celles de la section Ruderalia rendent les classifications presque impossibles.
- Taraxacum borealisinense Kitam. - Pissenlit du nord de la Chine (Sibérie, Mongolie, Chine)
- Taraxacum californicum (en) Munz & I.M.Johnst. - Pissenlit de Californie
- Taraxacum carneocoloratum A.Nels. - Pissenlit à cornes (Canada, États-Unis)
- Taraxacum ceratophorum (Ledeb.) DC.
- Taraxacum collinum DC. - Pissenlit des collines (Russie, Mongolie)
- Taraxacum dissectum (Ledeb.) Ledeb. - Pissenlit discret (Sibérie, Europe du Sud : Suisse, France, Italie, Espagne)
- Taraxacum ducommunii Soest (nl)
- Taraxacum eriophorum Rydb.
- Taraxacum erythrospermum Pissenlit gracile

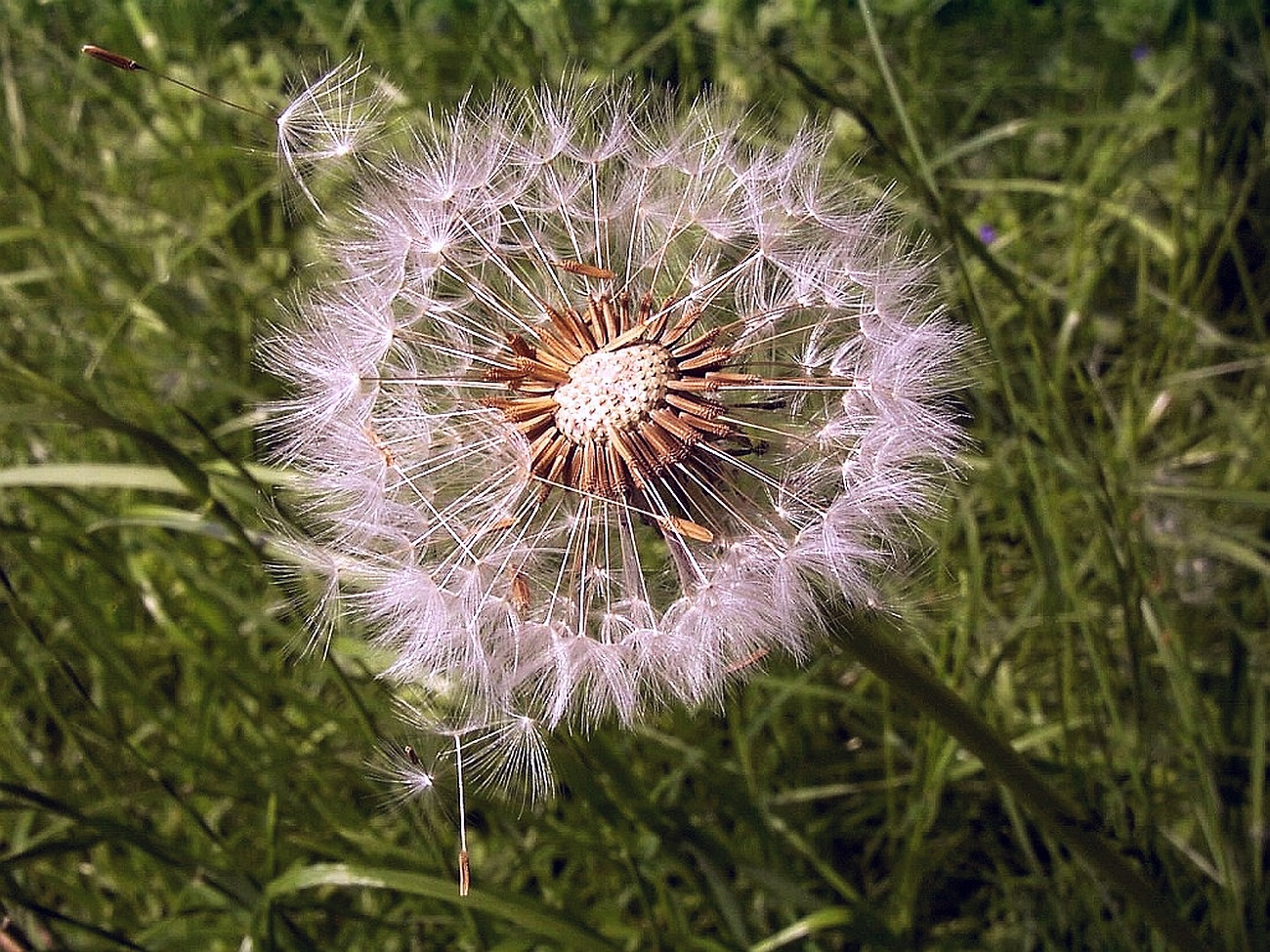
Aigrettes du pissenlit commun.

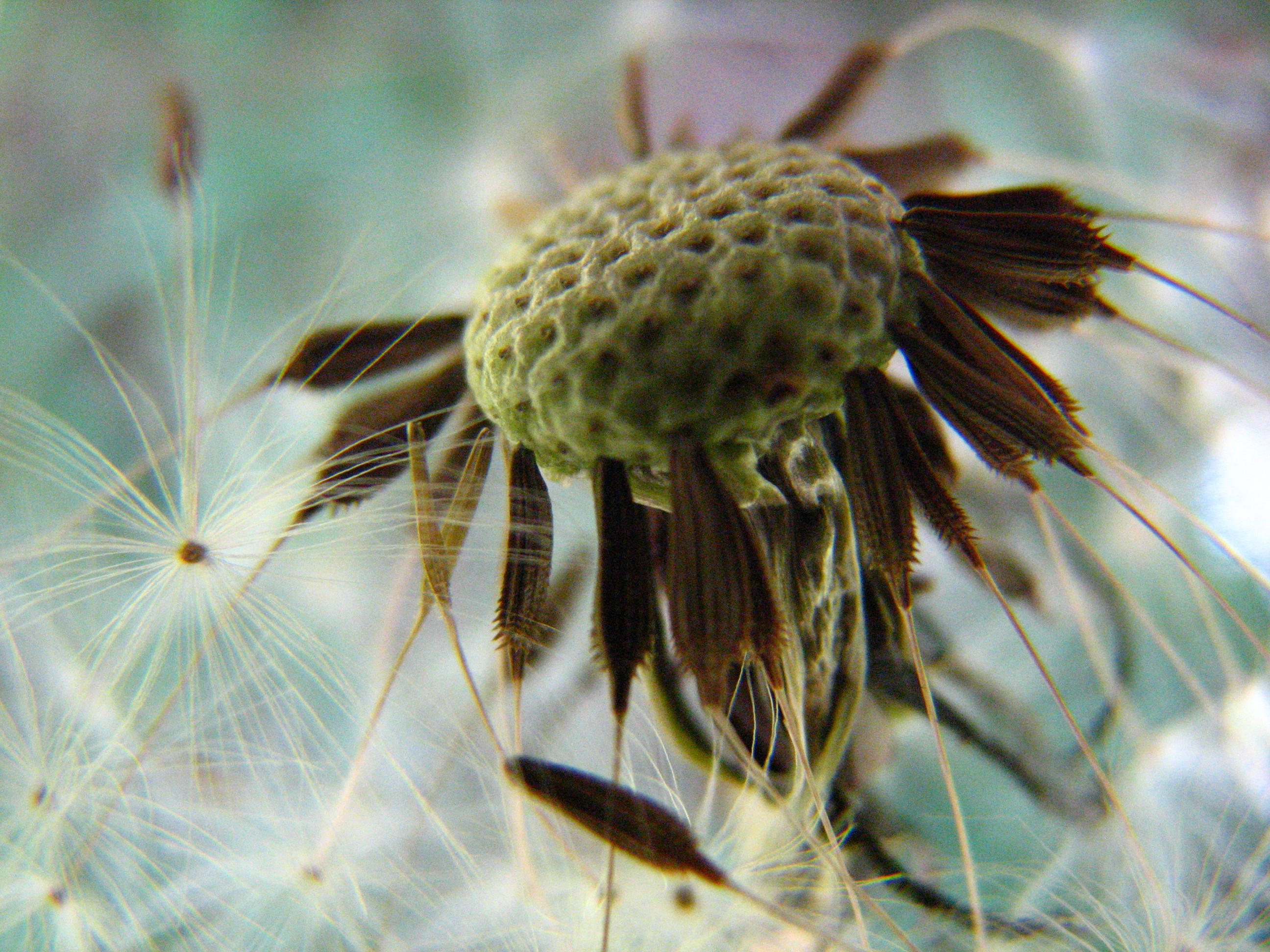
Le vent assure la dissémination des semences.

- Taraxacum glabrum DC. - Pissenlit glabre (Russie d'Europe)
- Taraxacum japonicum Koidz.
- Taraxacum kok-saghyz L.E.Rodin - Pissenlit de Russie (Kazakhstan, Kirghizistan, Chine)
- Taraxacum laevigatum (en) (Willd.) DC. - Pissenlit lisse (Europe, Russie, Kazakhstan)
- Taraxacum lecerum Greene
- Taraxacum lyratum (Ledeb.) DC.
- Taraxacum megalorrhizon (Forssk.) Hand.-Mazz. - Pissenlit à grosse racine (Région méditerranéenne)
- Taraxacum mongolicum Hand.-Mazz. - Pissenlit de Mongolie (Russie, Mongolie, Chine, Corée)
- Taraxacum palustre (Lyons) Symons
- Taraxacum parnassicum Dahlst. - Pissenlit bai
- Taraxacum phymatocarpum J. Vahl
- Taraxacum pyrenaicum Reut. - Pissenlit des Pyrénées
- Taraxacum rubicundum (Dahlst.) Dahlst.
- Taraxacum spectabile  Dahlst.

Trois espèces sont endémiques de l'île Jan Mayen, dans l'océan Atlantique Nord :
- Taraxacum brachyrhynchum
- Taraxacum recedens
- Taraxacum torvum

## Taraxacum officinaleagg. - Les pissenlits dits communs
Plusieurs espèces de pissenlits dits communs ou officinaux ont longtemps été classées dans un agrégat d'espèces nommé Taraxacum officinale Weber ex F.H.Wigg agg.. Ces espèces sont maintenant placées dans la section Ruderalia du genre Taraxacum.
Cela illustre bien la complexité de la taxonomie de ce genre

## Galerie de photo

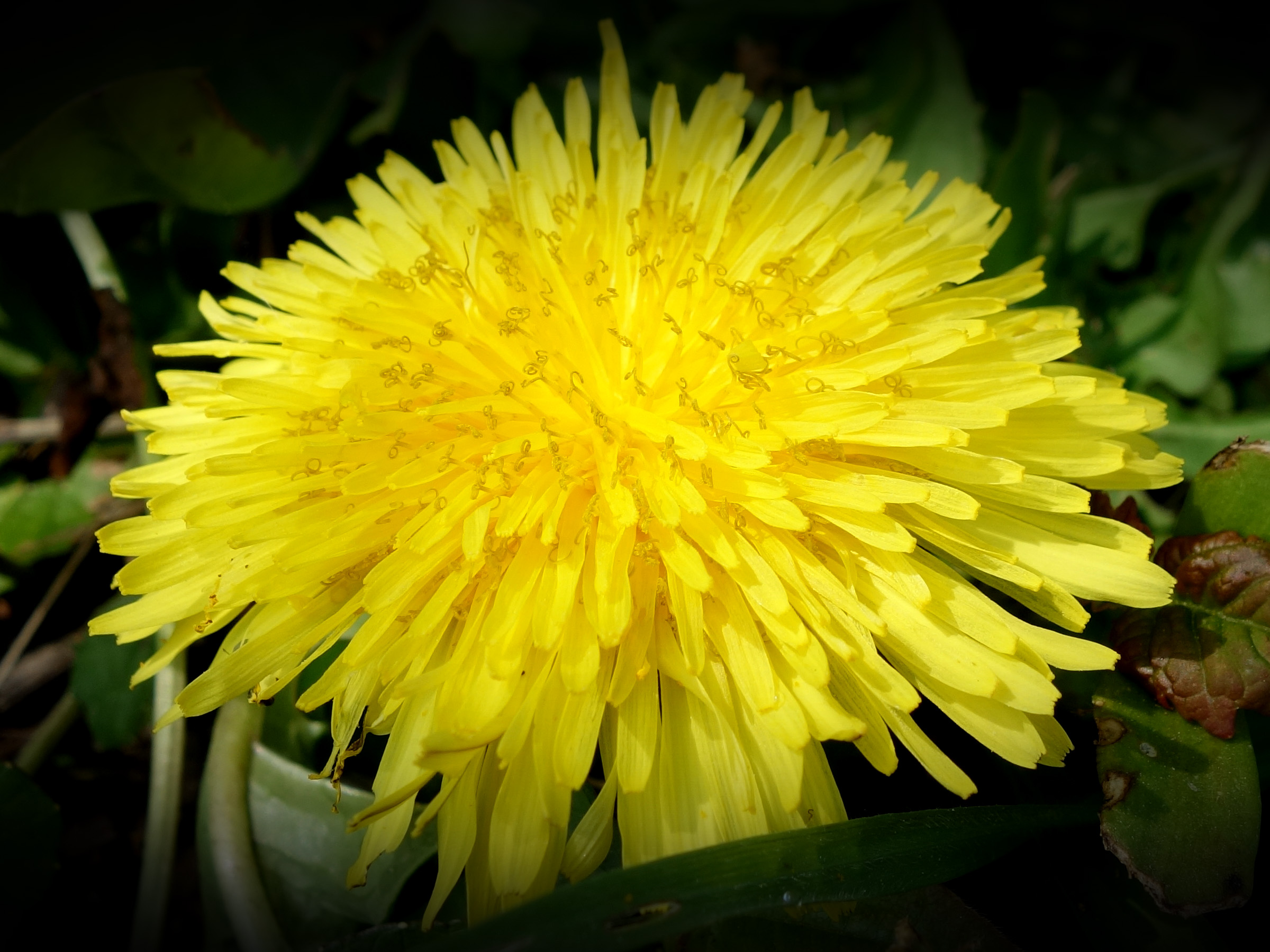
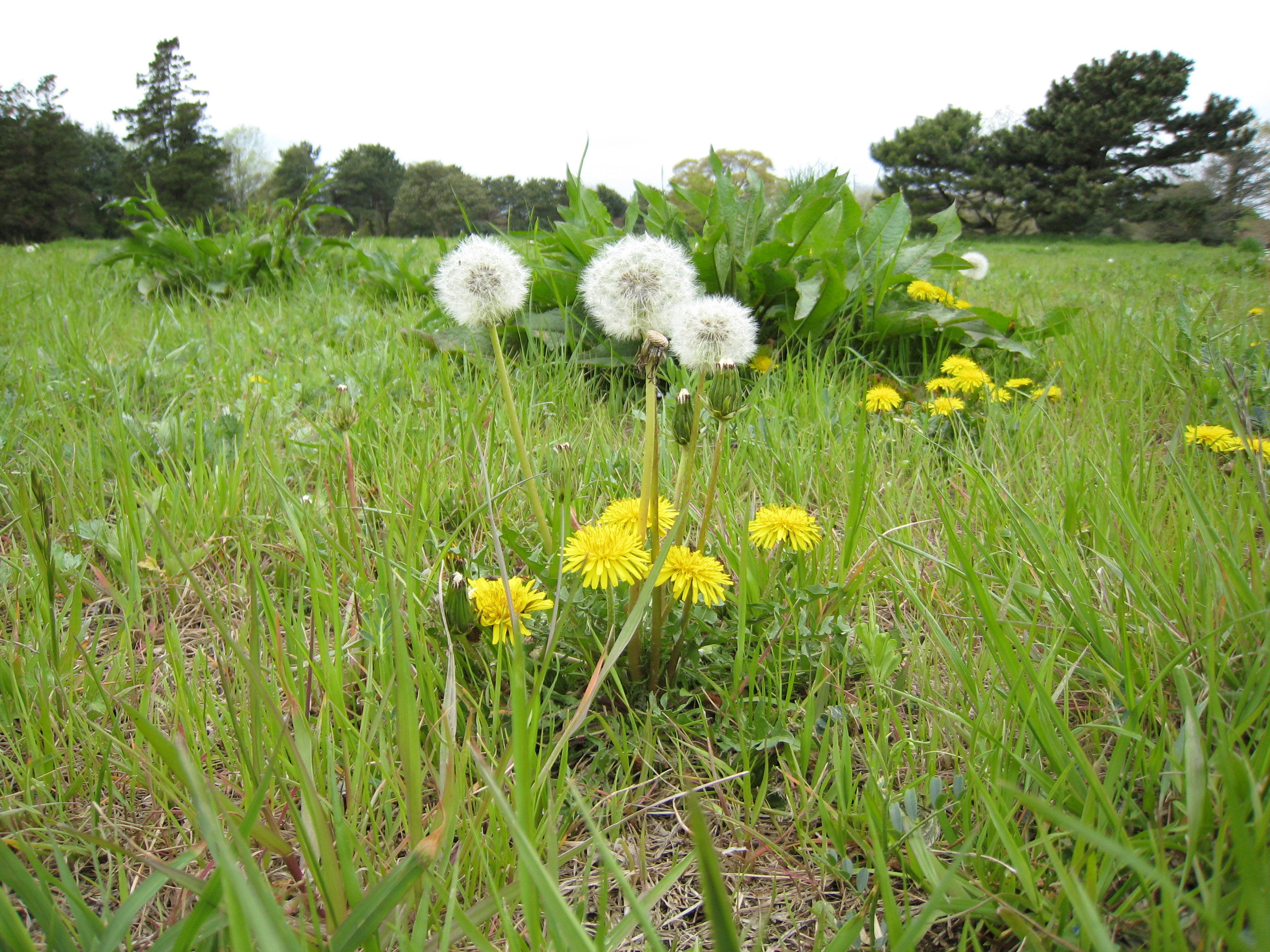
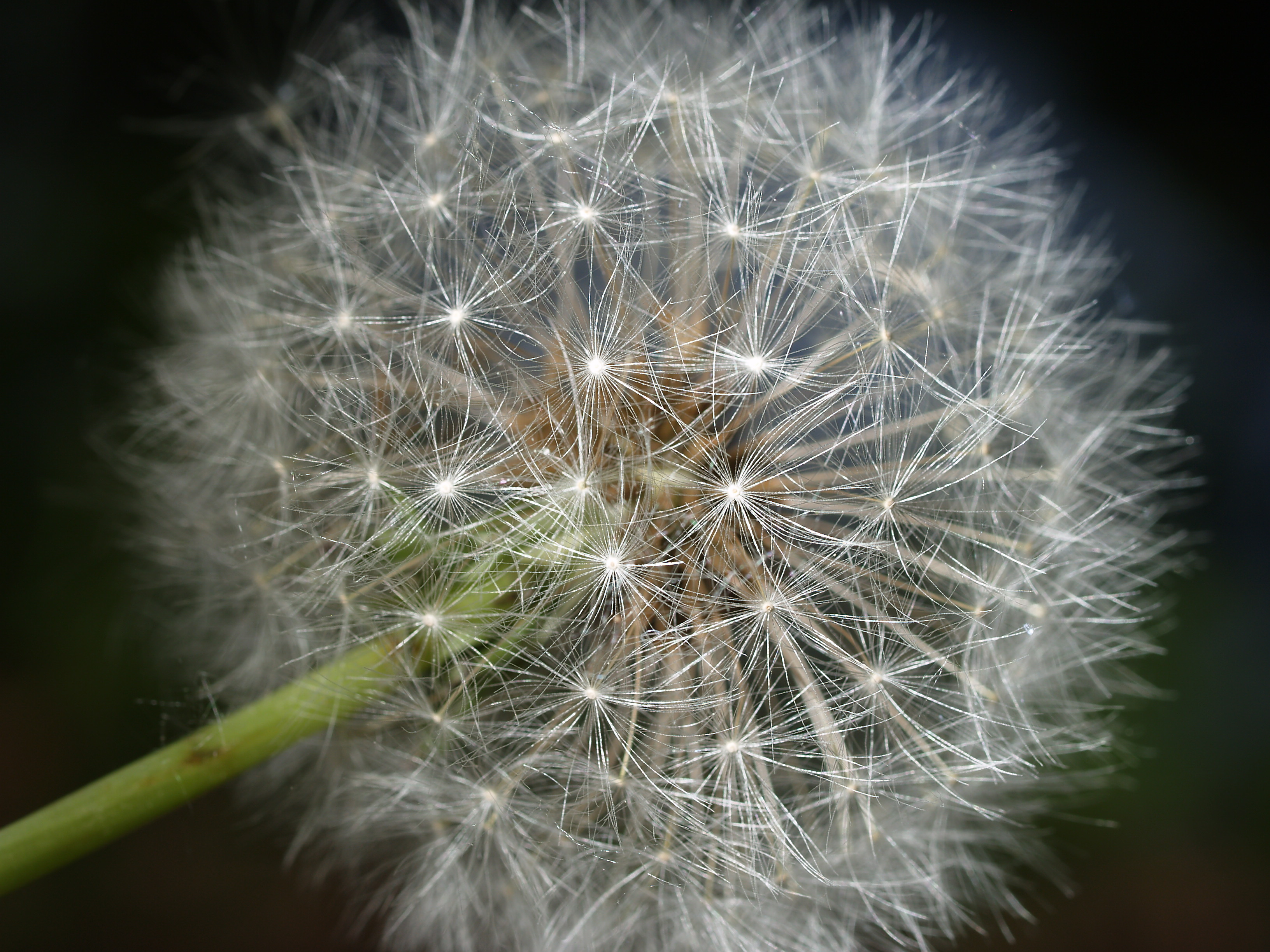
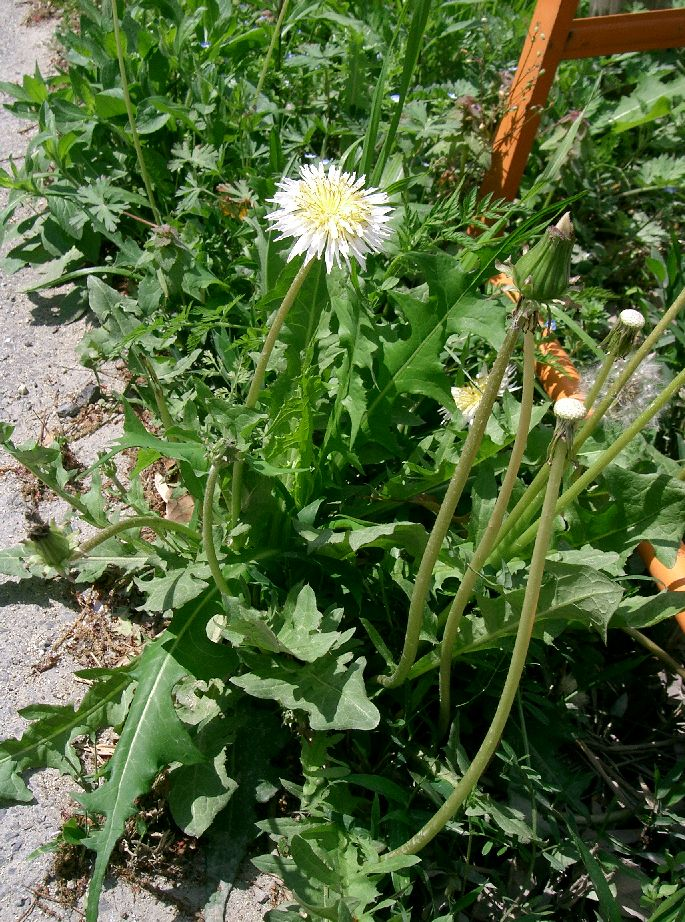
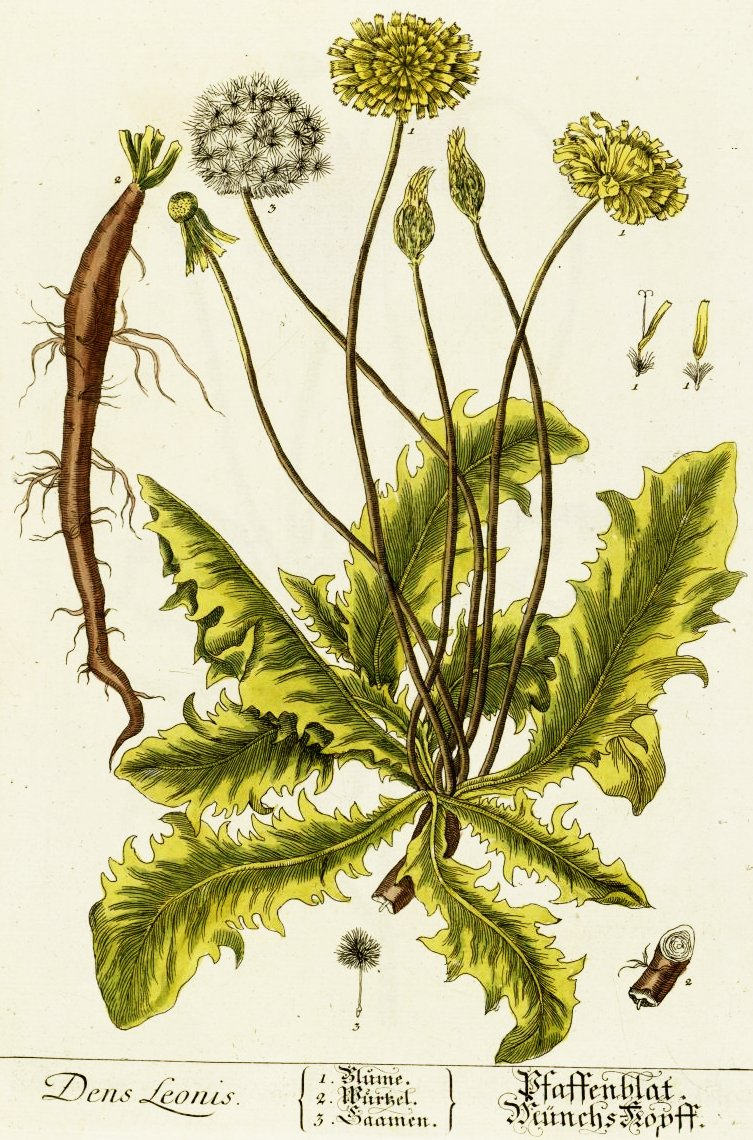
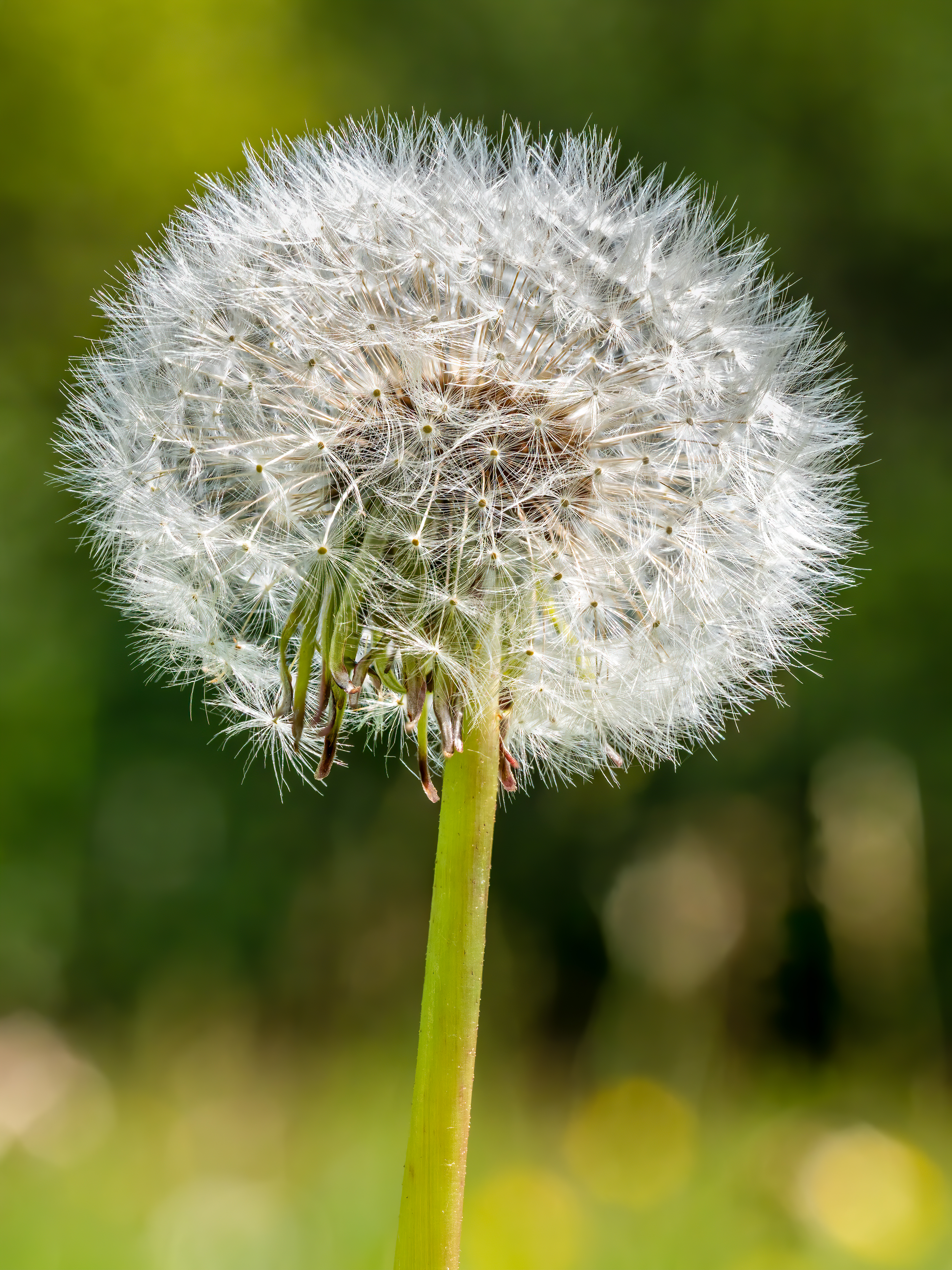
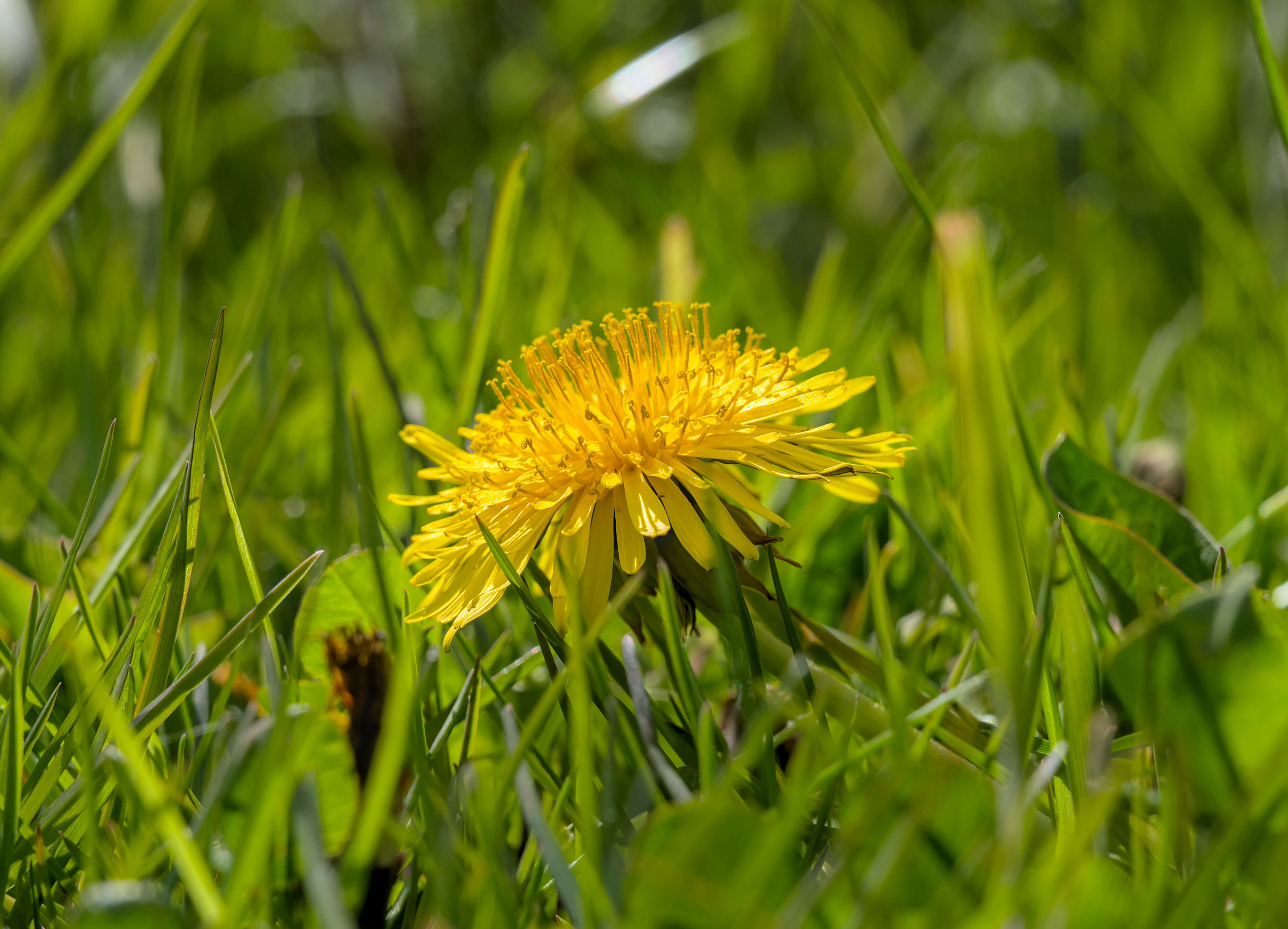
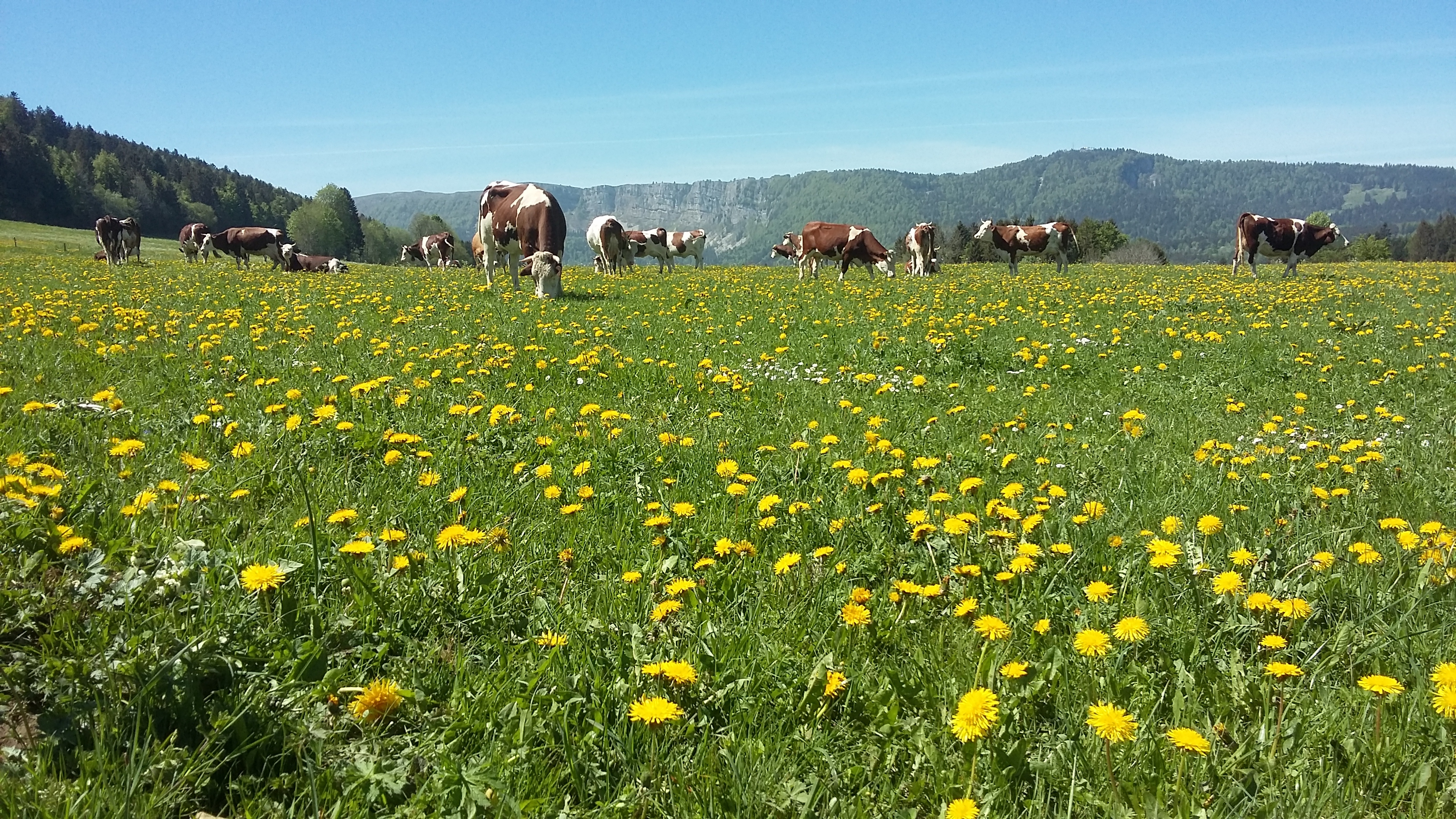

## Usage
Certaines espèces ou cultivars de Taraxacum sont utilisées sous le nom commun de pissenlit. Toutes les espèces n'ont pas ces utilisations.

### Utilisation gastronomique
La salade de pissenlit est très recherchée malgré une certaine amertume[réf. nécessaire]. Elle est consommée depuis l'Antiquité mais n'est cultivée comme salade que depuis le siècle dernier (variétés améliorées)[réf. nécessaire]. Elle peut être ramassée toute l'année à l'état sauvage ou cultivée[réf. nécessaire]. Elle peut être cultivée comme annuelle, mais une plantation peut durer plusieurs années, de nouvelles rosettes de feuilles se formant à partir de la racine[réf. nécessaire]. Le pissenlit vendu sur les marchés en France est souvent blanchi par buttage[réf. nécessaire]. On trouve parmi les variétés l'« Amélioré à cœur plein », le « Vert de Montmagny amélioré », et l'« Amélioré très hâtif »[réf. nécessaire]. On peut manger les fleurs sous forme de crameillotte[réf. nécessaire].
Autrefois[Quand ?], elle était consommée coupée en petits morceaux, pour en augmenter la digestibilité et pour éviter la sensation grattante due à l'éventuel duvet sur les feuilles[réf. nécessaire].
- Les feuilles, riches en vitamine C, sont consommées crues (salade) ou cuites (légume, soupe) ou bouillies[16]. Il est recommandé de les récolter avant la floraison[réf. nécessaire].
- Les boutons floraux sont consommés crus dans des salades ou conservés dans le vinaigre comme les câpres[16].
- Les capitules, avec leurs pédoncules, décorent joliment les salades et d'autres plats. Dans certaines campagnes, on en prépare, par cuisson avec du sucre un sirop (recette du « vin » ou du « miel de pissenlits », de la « gelée de pissenlits » telle la cramaillotte en Bourgogne et Franche-Comté)[17].
- Jadis[Quand ?], on se servait des capitules pour colorer le beurre[réf. nécessaire].
- On fait un thé avec les capitules de pissenlit[réf. nécessaire], ainsi qu'un alcool, le Dandelion Wine anglais : une sorte de bière composée d'eau, de miel, de levure et de capitules, qu'on laisse fermenter pendant plusieurs jours[réf. nécessaire].
- Torréfiée, comme la chicorée, la racine fournit un succédané du café[16].
- La racine est comestible crue malgré son amertume. Au Japon, on la coupe en morceaux, on la fait sauter dans une poêle avec un peu d'huile, puis on la recouvre d'eau ou de sauce de soja et on la laisse cuire quelques minutes[16].

### Utilisation médicinale
Les pissenlits sont depuis longtemps réputés pour leurs vertus thérapeutiques, étant censés soigner les maladies du foie, la goutte, les dermatoses, l'obésité. Après un certain oubli, ces propriétés font même l'objet au début du XXe siècle d'une mode nommée taraxacothérapie, du nom d'un des alcaloïdes qu'il contient, le taraxcuitirol.
Parmi ces vertus médicinales, on peut citer :
- Les racines de pissenlit contiennent de l'inuline, des tanins et un latex renfermant un principe amer (lactucopicrine)[réf. souhaitée].
- Les feuilles vertes sont très riches en vitamine A : 700 fois plus que la poire, 70 fois plus que les oranges et deux fois plus que les épinards[réf. souhaitée]. Elles contiennent aussi des vitamines B1, B2, C et E, et la plupart des sels minéraux: Ca, Mg, P, K, Na, CI, S, Fe, Mn, Si, en proportions importantes[réf. souhaitée], ainsi que d'autres substances.
- Ont été isolés dans le pissenlit commun également:  du carotène, des phytoxanthines, de la choline, des flavonoïdes (Taraxine), des mucilages, des acides gras et un phytostérol : le Triterpene[réf. souhaitée].
- Le pissenlit est un tonique amer, doué de vertus stomachiques, cholagogues, dépuratives et eupeptique[19]. L'effet diurétique du pissenlit, qui lui donne son nom, est réel[réf. nécessaire]. Plus généralement, le pissenlit permet l'élimination des toxines[Lesquelles ?][réf. nécessaire].
- Le latex des tiges peut causer des allergies cutanées chez certaines personnes sensibles[20]. Il a une action coricide et s'utilise sur les verrues[réf. nécessaire]. Il aurait aussi une action spécifique sur la vésicule biliaire et peut-être aussi une action dissolvante sur les calculs hépatiques[réf. nécessaire].
- Les ligules fournissent une eau distillée qui éclaircit la peau[réf. souhaitée].

### Utilisation industrielle
Du fait de sa composition chimique - émulsion d'isoprène dans l'eau - le latex de pissenlit russe (Taraxacum kok-saghyz) très similaire à celui de l'Hévéa, a été identifié comme source alternative de caoutchouc naturel. Entre autres références récentes sur le sujet, le Cirad a annoncé en 2012 la fabrication des premiers pneus en caoutchouc naturel européen, dans le cadre d'un partenariat avec le fabricant indo-néerlandais Apollo Vredestein,. En 2013, le projet de recherche-développement DRIVE4EU été lancé par le septième programme-cadre de l'Union européenne pour la recherche et le développement technologique, en vue d'une valorisation industrielle du latex de pissenlit.

### Utilisation environnementale
Les pissenlits sont l'équivalent de petits instruments météorologiques car ils réalisent précipitations, de l’ensoleillement, de la température et de l’humidité atmosphérique. Ses premières floraisons annoncent le printemps. 
Ils ont aussi été utilisés pour cartographier les retombées de polluants, par exemple à Mexico.

### Utilisation ludique
Les pissenlits peuvent être utilisés pour faire de la « musique verte ». On peut ainsi réaliser un hautbois de pissenlit grâce à une tige souple d'environ 5 mm de diamètre et jouer de petites mélodies, imiter un canard ou le pleur d'un nourrisson.

### Plante mellifère
Le pissenlit est une plante mellifère. C'est une importante source de nourriture pour les abeilles car il produit du pollen tôt au printemps mais aussi jusqu’à l’automne, puisque la floraison se poursuit et assure une source nutritive continue. De fait, pas moins de 93 espèces d’insectes se nourrissant de pollen de pissenlit ont été recensées.